# José Zúñiga
Pour les articles homonymes, voir Zúñiga.
José Zúñiga, né le 1er avril 1965 à Tegucigalpa, au Honduras, est un acteur américano-hondurien.

## Biographie

### Jeunesse
José Zúñiga est né le 1er avril 1965 à Tegucigalpa, au Honduras, mais sa famille s'installe à New York alors qu'il a sept ans.

### Carrière
Devenu acteur, il apparaît dans de nombreux films à partir des années 1990, notamment Les Survivants, Fresh, Crooklyn, Deux cow-boys à New York, Smoke, Money Train, Striptease, La Rançon, Les Ailes de l'enfer, Et plus si affinités, Mafia parano, Les Opportunistes, Traqué, Constantine, Mission impossible 3, Next, Twilight, chapitre I : Fascination, The Call, The Duel et La Tour sombre.
Il joue également dans de nombreuses séries télévisées, dont des rôles récurrents dans Les Experts, The Shield, Ghost Whisperer, Alias, Urgences, Dr House, Desperate Housewives, 24 heures chrono, Prison Break, Grey's Anatomy, Castle, Taxi Brooklyn et Marvel : Les Agents du SHIELD.

## Filmographie

### Cinéma
- 1993 : Les Survivants : Fraga
- 1994 : Fresh : le lieutenant Perez
- 1994 : Crooklyn : Tommy La La
- 1994 : Deux cow-boys à New York : Carlos
- 1994 : Nadja : le barman
- 1995 : Smoke : Jerry
- 1995 : Brooklyn Boogie : Jerry
- 1995 : Money Train : Victor
- 1996 : Striptease : Chris Rojo
- 1996 : La Rançon : David Torres
- 1997 : Les Ailes de l'enfer : Willie Sims
- 1998 : Et plus si affinités : André de Silva
- 2000 : Happy Accidents : José
- 2000 : Mafia parano : Fidel Vaillar
- 2000 : Les Opportunistes : Jesus Del Toro
- 2000 : The Crew : Escobar
- 2003 : Traqué : Bobby Moret
- 2005 : Constantine : l'inspecteur Weiss
- 2006 : The Alibi : l'officier Sykes
- 2006 : Mission impossible 3 : Pete
- 2007 : Next : Roybal
- 2008 : Twilight, chapitre I : Fascination : M. Molina
- 2011 : Le Chaperon : Carlos
- 2012 : The Forger : M. Weathers
- 2013 : The Call : Marco
- 2015 : Diablo : Guillermo
- 2016 : The Duel : le général Calderon
- 2017 : La Tour sombre : le docteur Hotchkiss
- 2023 : Sound of Freedom : Roberto

### Télévision
- 1992 : New York, police judiciaire (saison 3, épisode 5) : Rudy Amendariz
- 1994 : New York Police Blues (série télévisée, saison 2 épisode 8) : Bobby Ruiz
- 1994-1996 : New York Undercover (série télévisée, 5 épisodes) : Jimmy Torres
- 1998 : New York, police judiciaire (saison 9, épisode 3) : détective Mark Rivera
- 2001 : Blanche-Neige (téléfilm) : Hector
- 2001-2002 : Lydia DeLucca (série télévisée, 9 épisodes) : Ray Orozco
- 2001 : New York, unité spéciale (saison 3, épisode 1) : technicien TARU Miguel Cruz
- 2002 : Preuve à l'appui (série télévisée, saison 1 épisode 12) : George Cortinez
- 2004 : New York, unité spéciale (saison 5, épisodes 17 et 18) : technicien TARU Miguel Cruz
- 2004 : New York, police judiciaire (saison 15, épisode 8) : Christoff
- 2004 : Urgences (série télévisée, 2 épisodes) : Eduardo Lopez
- 2004-2010 : Les Experts (série télévisée, 12 épisodes) : Chris Cavaliere
- 2005 : Alias (série télévisée, saison 4 épisode 12) : Roberto Fox
- 2005 : The Shield (série télévisée, 3 épisodes) : Gino
- 2005 : Bones (série télévisée, saison 1 épisodes 2 et 3) : Mickey Santana
- 2006 : 24 heures chrono (série télévisée, saison 5 épisode 22) : Joseph Malina
- 2006 : New York, police judiciaire (saison 17, épisode 7) : détective Borough
- 2006 : Dexter (série télévisée, saison 1 épisode 5) : Jorge Castillo
- 2006 : Prison Break (série télévisée, saison 2 épisodes 11 et 12) : Coyote
- 2006-2007 : Newport Beach (série télévisée, 3 épisodes) : Jason Spitz
- 2007 : NCIS : Enquêtes spéciales (série télévisée, saison 5 épisode 10) : Adrian De La Casa
- 2008 : Ghost Whisperer (série télévisée, 3 épisodes) : l'officier Luis Simon
- 2009 : Médium (série télévisée, saison 5 épisode 19) : Oswaldo Castillo
- 2009 : Grey's Anatomy (série télévisée, saison 5 épisode 20) : Anthony Meloy
- 2009 : Nip/Tuck (série télévisée, saison 6 épisode 5) : l'inspecteur Cyrus
- 2010 : Castle (série télévisée, saison 2 épisode 15) : Alfredo Quintana
- 2010 : New York, section criminelle (saison 9, épisode 12) : sénateur Victor Caldera
- 2010 : Childrens Hospital (série télévisée, saison 2 épisode 9) : chef de gang
- 2011 : The Event (série télévisée, 8 épisodes) : Carlos Geller
- 2012 : Person of Interest (série télévisée, saison 1 épisode 15) : Vargas
- 2012 : Dr House (série télévisée, saison 8 épisode 13) : Nate Weinmann
- 2012 : Desperate Housewives (série télévisée, 3 épisodes) : l'inspecteur Heredia
- 2012 : Burn Notice (série télévisée, saison 6 épisode 11) : Vasquez
- 2014 : Taxi Brooklyn (série télévisée, 12 épisodes) : Eddie Esposito
- 2014 : The Last Ship (série télévisée, saison 1, épisode 5) : El Toro.
- 2015 : Esprits criminels (série télévisée, saison 11 épisode 1) : Al Eisenmund
- 2016 : Marvel : Les Agents du SHIELD : Eli Morrow
- 2016 : Notorious : Raul Mora (Saison 1, épisode 10)
- 2017 : Blacklist (série télévisée) (saison 5 , épisode 21) Gonzales
- 2020 : The expanse (Saison 5, 10 épisodes) Carlos c de Baca, alias Bull - second de Fred Johnson et chef de la sécurité sur la station Tycho
- 2021: Chicago police : (saison 9) Javier Escano
- 2021 : Narcos: Mexico (Saison 3) José de Jesús Gutiérrez Rebollo
- 2022 : Code Quantum : le commandant Jim Reynolds
- 2024 : Griselda : Amilcar

## Voix francophones
En France, Pierre Laurent et Constantin Pappas sont les voix régulières de José Zúñiga. En parallèle, Mathieu Buscatto et Olivier Peissel l'ont respectivement doublé à six et quatre reprises.